# Осиповка (Самарська область)
Осиповка (рос. Осиповка) — село в Алексєєвському районі Самарської області Російської Федерації.
Населення становить 153 особи. Входить до складу муніципального утворення сільське поселення Авангард.

## Історія
Від 2005 року входило до складу муніципального утворення сільське поселення Авангард.

## Населення
| 1986 | 2002 | 2010 | 2014 | 2015 |
| ---- | ---- | ---- | ---- | ---- |
| 152  | ↗180 | ↘161 | ↘154 | ↘153 |